# 1461
Пізнє Середньовіччя •  Відродження •  Реконкіста •  Ганза •  Ацтецький потрійний союз •  Імперія інків

## Геополітична ситуація
Османську державу очолює Мехмед II Фатіх (до 1481). Імператором Священної Римської імперії є Фрідріх III. У Франції королює Людовик XI (до 1483).
Апеннінський півострів розділений: північ належить Священній Римській імперії, середню частину займає Папська область, південь належить Неаполітанському королівству. Деякі міста півночі: Венеція, Флоренція, Генуя тощо, мають статус міст-республік.
Майже весь Піренейський півострів займають християнські Кастилія і Леон, де править Енріке IV (до 1474), Арагонське королівство на чолі з Хуаном II (до 1479) та Португалія, де королює Афонсо V (до 1481). Під владою маврів залишилися тільки землі на самому півдні.
Едуард IV є королем Англії (до 1470), королем Данії та Норвегії — Кристіан I (до 1481), Швеції — Карл VIII Кнутсон (до 1457). Королем Угорщини є Матвій Корвін (до 1490), а Богемії — Їржі з Подєбрад (до 1471). У Польщі королює, а у Великому князівстві Литовському княжить Казимир IV Ягеллончик (до 1492).
Частина руських земель перебуває під владою Золотої Орди. Галичина входить до складу Польщі. Волинь належить Великому князівству Литовському. Московське князівство очолює Василь II Темний (до 1462).
На заході євразійських степів від Золотої Орди відокремилися Казанське ханство, Кримське ханство, Ногайська орда. У Єгипті панують мамлюки, а Мариніди — у Магрибі. У Китаї править династія Мін. Значними державами Індостану є Делійський султанат, Бахмані, Віджаянагара. В Японії триває період Муроматі.
У Долині Мехіко править Ацтецький потрійний союз на чолі з Монтесумою I (до 1469). Цивілізація майя переживає посткласичний період. В Імперії інків править Панчакутек Юпанкі.

## Події
- 2 лютого, в битві під Мортімерс Кросс, Едуард Йорк переміг ланкастерців на чолі з Оуеном Тюдором.
- 17 лютого в Другій битві під Сент-Олбансом англійська королева Маргарита Анжуйська розбила графа Ворвіка і визволила з полону свого чоловіка, короля Генріха VI.
- 29 березня в битві під Таутоном Едуард Йорк здобув вирішальну перемогу над ланкастерцями, що відкрила йому шлях до трону.
- Едуард IV зійшов на англійський трон, започаткувавши династію Йорків.
- Королем Франції став Людовик XI.
- У війні за угорський престол Матвій Корвін у союзі з богемським королем Їржі з Подєбрад та австрійським ерцгерцогом Альбрехтом змусив імператора Фрідріха III до перемир'я.
- Війська турецького султана Мехмеда II поклали край існуванню Трапезундської імперії.
- Франсуа Війон написав «Великий заповіт».

## Народились
Дивись також Категорія:Народились 1461
- 5 серпня — Александр Ягеллончик, онук Ягайло, великий князь литовський, король Польщі († 1506);

## Померли
Дивись також Категорія:Померли 1461
- 4 квітня — Георг фон Пурбах, австрійський астроном і математик
- 22 липня — У віці 58 років помер Карл VII, король Франції (з 1422)
- 11 серпня — Микола Кузанський, німецький кардинал, філософ, правник, математик